# Дівчина з льоду й інші казки
«Дівчина з льоду й інші казки» — це тринадцять казок, створених молодою хорватською авторкою Мілою Павічевич (1988 р.н.). На момент написання цієї книги вона була студенткою середньої школи і, таким чином, стала наймолодшим лауреатом престижної премії Європейського Союзу з літератури.

## Анотація
Химерні та водночас добрі й світлі казки Міли Павічевич милують слух і зір та, сподіваємося, припадуть до смаку як дітям, так і дорослим. Хорватська письменниця зуміла наснажити свої оповідки чаром людинолюбства й життєствердною енергією, живлющі потоки якої струменіють зі сторінок книжки, заторкуючи в душах читачів почуття благородства та милосердя.

## Переклади українською
- Дівчина з льоду й інші казки: оповідання / Павічевич М. ; пер. І. Лучука ; іл. М. Дмітруха . — Тернопіль: Навчальна книга — Богдан, 2020. — 64 с.

ISBN 978-966-10-6192-6

## Нагороди та премії
- «Дівчина з льоду й інші казки» нагороджена Літературною премією Європейського Союзу, 2009 р[2].

## Цікаві факти
- Книга видана в рамках проєкту «Фантастична Європа: між магією і технологією» за підтримки програми «Креативна Європа»[2].